# Louis Dupeux
Louis Charles Victor Dupeux (* 1931 in Châteauroux; † 2002 in Straßburg) war ein französischer Historiker und Germanist. Er hat sich intensiv mit der deutschen Ideengeschichte des 19. und 20. Jahrhunderts auseinandergesetzt.

## Leben und Wirken
Dupeux arbeitete als Gymnasiallehrer in Marokko und in verschiedenen Städten Frankreichs. 1968 kam er nach Straßburg. 1974 habilitierte er sich bei Jacques Droz an der Pariser Sorbonne mit der Arbeit Stratégie communiste et dynamique conservatrice : essai sur les différents sens de l’expression national-bolchevisme en Allemagne, sous la République de Weimar (1919–1933), die 1985 auf Anregung von Kurt Sontheimer von Richard Kirchhoff ins Deutsche übersetzt wurde.
Louis Dupeux wurde Professor an der Université Robert-Schuman (URS oder Straßburg III) und am Zentrum für germanistische Studien in Straßburg. Er war ein führender Experte für die Geschichte der Weimarer Republik und des „Dritten Reichs“ und leistete Pionierarbeit in der geschichtswissenschaftlichen Erschließung des kulturellen Klimas der Zwischenkriegszeit in Deutschland einschließlich der sogenannten „Konservativen Revolution“ und des „Nationalbolschewismus“. Sein Kulturbegriff umfasst dabei die politische Kultur ebenso wie Religion, Kunst und Intellektuelle. Im Straßburger Centre d’études germaniques sammelte er Historiker, Germanisten und Philosophen in einer interdisziplinären Arbeitsgruppe zur deutschen „Konservativen Revolution“.
Sein Ansatz zur Analyse des deutschen Nationalismus aus französischer Perspektive war vorwiegend ideengeschichtlich und unterschied sich damit methodisch von zeitgenössischen, stärker sozial- und strukturgeschichtlich orientierten Erklärungsversuchen für den Aufstieg des Nationalsozialismus. Letzteren definierte er als „völkischen Totalitarismus“ oder idéocratie totalitaire („totalitäre Ideenherrschaft“) und erkannte die ideologischen Verankerungen vorrangig im deutschen Idealismus seit Fichte, aber auch in der deutschen Romantik. Er beschäftigte sich intensiv mit konservativen Denkern wie Ernst Niekisch oder Ernst Jünger sowie im Blick auf den Weg vom Nationalismus zum Nationalsozialismus besonders mit Alfred Rosenberg. Hier galt ein spezifisches Interesse den von ihm als „religiös“ beschriebenen, naturalistischen Elementen der NS-Ideologie, zu denen er den Antisemitismus zählt.
Eine Summe seiner Erkenntnisse zog er 1989 in seiner Histoire culturelle de l’Allemagne, die 2001 neu aufgelegt wurde und die kulturellen Entwicklungen in Deutschland seit der Novemberrevolution bis in die Frühzeit der Bundesrepublik Deutschland nachzeichnet.

## Veröffentlichungen
- National bolchevisme : stratégie communiste et dynamique conservatrice. 2 Bde., H. Champion, Paris 1979 (Verlagsveröffentlichung der 1974 verteidigten Habilitationsschrift).[2]
  - „Nationalbolschewismus“ in Deutschland 1919–1933. Kommunistische Strategie und konservative Dynamik. Deutsch von Richard Kirchhoff, Beck, München 1985, ISBN 3-406-30444-3 (deutsche Übersetzung der Habilitationsschrift).
- Histoire culturelle de l’Allemagne, 1919–1960 (= Questions). PUF, Paris 1989, ISBN 2-13-042573-9.
- (als Hrsg.:) La « Révolution conservatrice » allemande sous la république de Weimar (= Histoire des idées, théorie politique et recherches en sciences sociales). Éditions Kimé, Paris 1992, ISBN 2-908212-18-8 (Akten der Kolloquien der Studiengruppe zur „Konservativen Revolution“ vom 20.–21. März 1981 und vom 15.–17. März 1984 in Straßburg).
- Aspects du fondamentalisme national en Allemagne de 1890 à 1945 et essais complémentaires (= Les mondes germaniques). Presses Universitaires de Strasbourg, Straßburg 2001, ISBN 2-86820-184-9 (Sammelband mit 19 Aufsätzen von Dupeux aus den Jahren 1974 bis 2000 und einer Einführung des Verfassers).